# Styringomyia scalaris
Styringomyia scalaris là một loài ruồi trong họ Limoniidae. Chúng phân bố ở miền Australasia.